# 弗賴恩維爾 (阿爾高州)

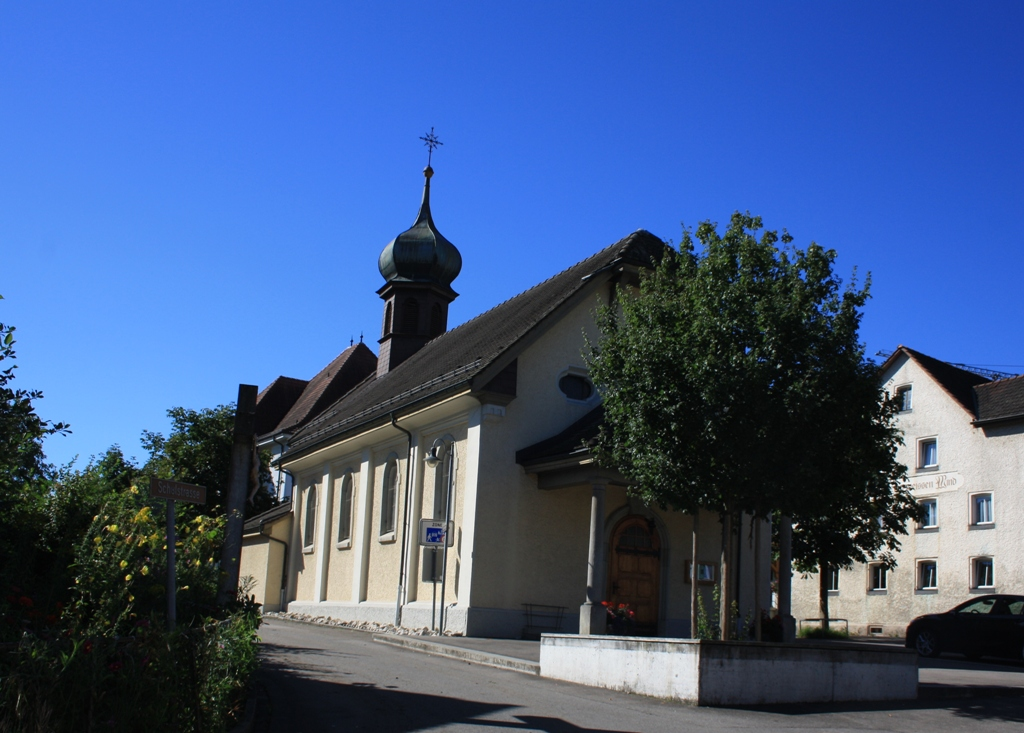

弗賴恩維爾是瑞士的城鎮，位於該國北部，由阿爾高州負責管轄，面積4.平方公里，海拔高度465米，2012年人口942，五成半人口信奉羅馬天主教，人口密度每平方公里236人。